# Éjeme
Éjeme es un municipio y localidad española de la provincia de Salamanca, en la comunidad autónoma de Castilla y León. Se integra dentro de la comarca de la Tierra de Alba. Pertenece al partido judicial de Salamanca y a la Mancomunidad Tierras del Tormes.
Además del propio Éjeme, su municipio está formado por las localidades de Martín Vicente y Portillo. Todo el término municipal ocupa una superficie total de 17,46 km² y según el padrón municipal elaborado por el INE en el año 2017, cuenta con una población de 130 habitantes.

## Etimología
Su nombre deriva de Fexem, nombre que poseía esta localidad en el siglo XIII, denominándose en el siglo XV Fexeme, del que habría pasado ya al actual Éjeme.

## Historia
Su fundación se remonta a la repoblación efectuada por los reyes de León en la Edad Media, quedando integrado en el cuarto de Cantalberque de la jurisdicción de Alba de Tormes, dentro del Reino de León. Con la creación de las actuales provincias en 1833, Éjeme quedó encuadrado en la provincia de Salamanca, dentro de la Región Leonesa, formando parte del partido judicial de Alba de Tormes hasta la desaparición de éste y su integración en el de Salamanca.

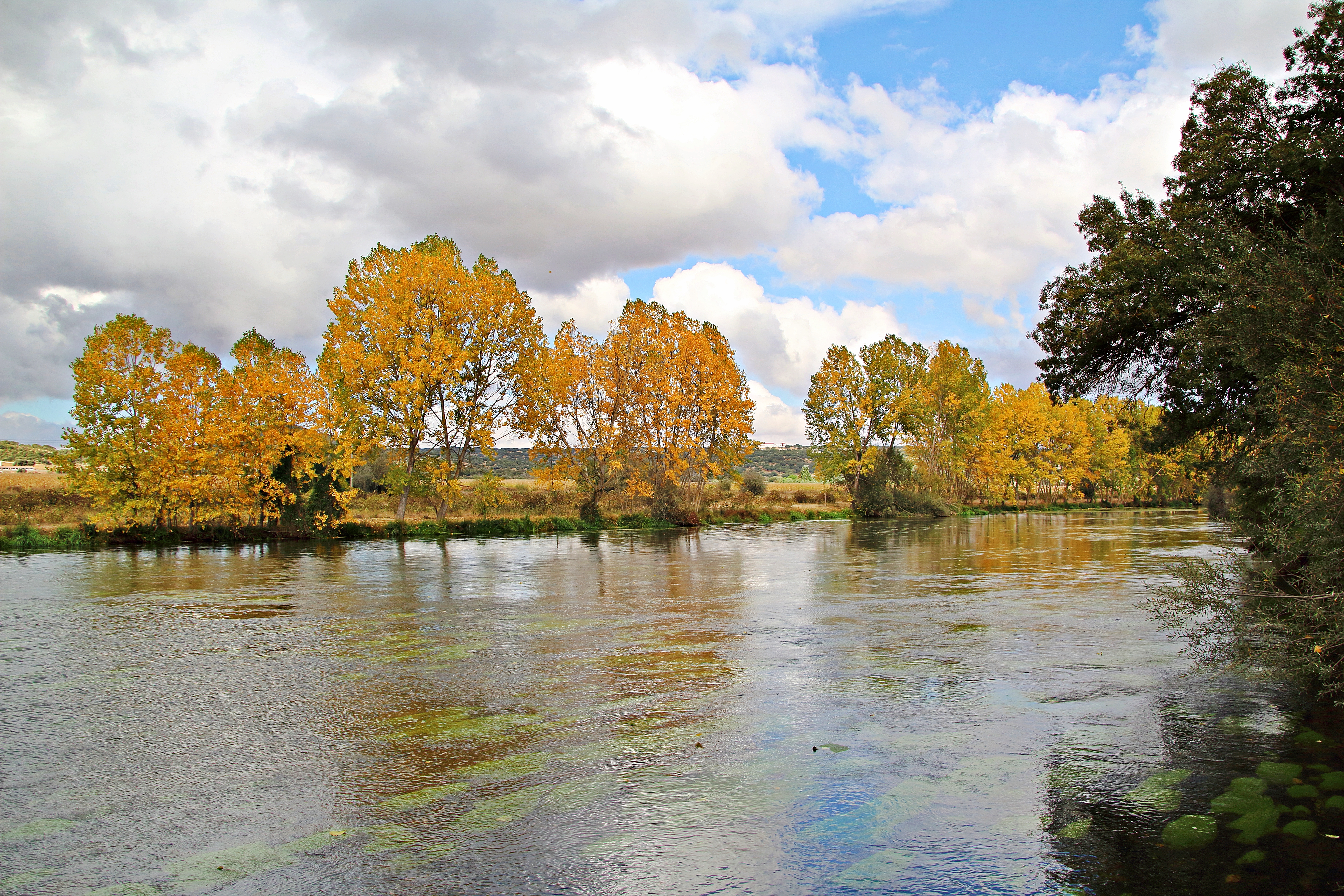
El río Tormes en Éjeme.

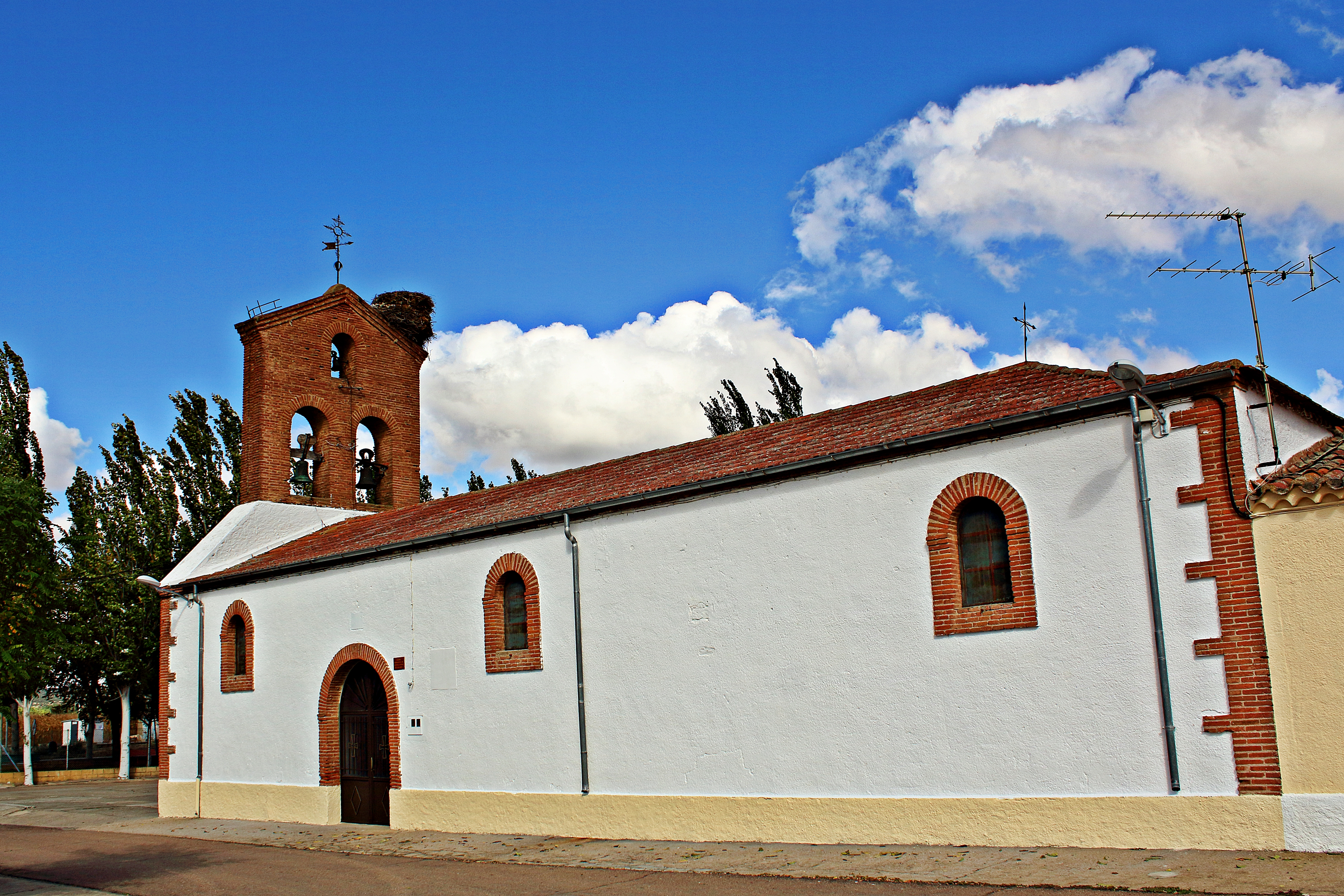
Iglesia parroquial en vista trasera.

## Geografía humana

### Demografía
Cuenta con una población de 144 habitantes (INE 2024).
| Gráfica de evolución demográfica de Ejeme entre 1842 y 2021                                                           |
| |
| Población de derecho según los censos de población del INE. Población de hecho según los censos de población del INE. |

### Núcleos de población
El municipio se divide en varios núcleos de población, que poseían la siguiente población en 2019 según el INE.
| Núcleo de población | Población |
| ------------------- | --------- |
| Éjeme               | 78        |
| Portillo            | 46        |
| Martín Vicente      | 2         |

### Transporte
El municipio cuenta con dos núcleos diferentes que están bien comunicados por carretera entre sí, discurriendo a través de ellos la DSA-130 que los une con Galisancho y Armenteros en dirección sur y con Alba de Tormes hacia el norte. En lo referido a las comunicaciones con el exterior, la autovía Ruta de la Plata que une Gijón con Sevilla es la más cercana al municipio, estando las salidas a través de Fresno Alhándiga y Buenavista a 10 y 18 km respectivamente y la autovía de la Cultura que une Salamanca con Ávila tiene su acceso más cercano a través de Encinas de Abajo, a 20 km de distancia. Destaca el hecho de que Encinas de Arriba, situado a menos de 2 km de distancia del núcleo histórico, pero en la otra orilla del río se encuentra a más de 15 km por carretera.
En cuanto al transporte público se refiere, tras el cierre de la ruta ferroviaria de la Vía de la Plata, que pasaba por el municipio de Encinas de Arriba y contaba con estación en el mismo, no existen servicios de tren en el municipio ni en los vecinos, ni tampoco línea regular con servicio de autobús. Por otro lado el aeropuerto de Salamanca es el más cercano, estando a unos 24 km de distancia.

## Administración y política
| Partido político                              | 2019  | 2019  | 2019       | 2015  | 2015  | 2015       | 2011  | 2011  | 2011       | 2007  | 2007  | 2007       | 2003  | 2003  | 2003       |
| Partido político                              | %     | Votos | Concejales | %     | Votos | Concejales | %     | Votos | Concejales | %     | Votos | Concejales | %     | Votos | Concejales |
| Partido Popular (PP)                          | 56,84 | 54    | 4          | 37,96 | 41    | 3          | 40,83 | 49    | 2          | 64,23 | 79    | 4          | 68,28 | 99    | 4          |
| Partido Socialista Obrero Español (PSOE)      | 29,47 | 28    | 1          | 30,56 | 22    | 1          | 48,33 | 58    | 3          | 30,89 | 38    | 1          | 24,83 | 36    | 1          |
| Ciudadanos (Cs)                               | —     | —     | —          | 15,74 | 17    | 0          | —     | —     | —          | —     | —     | —          | —     | —     | —          |
| Coalición SI por Salamanca (SI)               | —     | —     | —          | —     | —     | —          | 1,67  | 2     | 0          | —     | —     | —          | —     | —     | —          |
| Izquierda Unida (IU-CyL)                      | —     | —     | —          | —     | —     | —          | —     | —     | —          | 4,07  | 5     | 0          | —     | —     | —          |
| Unión del Pueblo Salmantino (UPSa)            | —     | —     | —          | —     | —     | —          | —     | —     | —          | 2,44  | 3     | 0          | —     | —     | —          |
| Unidad Regionalista de Castilla y León (URCL) | —     | —     | —          | —     | —     | —          | —     | —     | —          | —     | —     | —          | 1,38  | 2     | 0          |